# Center za politološke raziskave
Center za politološke raziskave (kratica CPR) je raziskovalna enota, ki deluje v sklopu Inštituta za družbene vede Fakultete za družbene vede v Ljubljani; center je bil ustanovljen leta .
Center izvaja številne raziskave na različnih področjih politologije. Trenutni vodja centra je Damjan Lajh, v preteklosti je bila (mdr.?) Danica Fink-Hafner.